# Central Railroad of New Jersey
 (janvier 2022).
Le Central Railroad of New Jersey (sigle de l'AAR: CNJ), usuellement connu comme le Jersey Lines ou le CNJ, était un chemin de fer américain de classe I dont les origines remontaient aux années 1830. Il exista jusqu'en 1976, date de son rachat par Conrail qui reprit également d'autres compagnies de chemin de fer en banqueroute dans le nord-est des États-Unis. Sa ligne principale partait de Jersey City et traversait le New Jersey en direction de l'ouest jusqu'à Phillipsburg; de là il franchissait le fleuve Delaware pour gagner la Pennsylvanie et la ville d'Easton, avant de remonter ensuite vers Scranton, Pennsylvanie. Des embranchements allaient vers la baie du Delaware dans le sud du New Jersey.
Le CNJ fut acquis par le Philadelphia and Reading Railway en 1883. Bien qu'il reprit son autonomie, le Reading continua d'exercer une grande influence sur le CNJ, et poursuivit l'utilisation de son terminus de New York City.
Le Liberty State Park à Jersey City inclut la gare centrale de voyageur du CNJ (Communipaw Terminal) située sur l'embouchure de l'Hudson.

## Les origines
Il fut issu de deux chemins de fer: 
- Le premier, l'Elizabethtown & Somerville Railroad fut créé le 9 février 1831 pour relier Elizabeth (New Jersey) sur la baie de Newark (avec un transfert vers New York par bateau à vapeur) à Somerville à l'ouest. Au début la liaison d'Elizabethport à Elizabeth, se fit grâce à un chemin de fer tracté par des chevaux. Pendant qu'un embranchement voyait le jour pour connecter Elizabeth au New Jersey Rail Road, la ligne principale commença par atteindre Plainfield, NJ en mars 1839, puis Dunellen, NJ en 1840, l'est de Bound Brook, NJ en 1841 et Somerville en 1842.
- Le second, le Somerville & Easton Railroad fut créé le 26 février 1847 pour prolonger la ligne vers Easton. L'extension vers Whitehouse, NJ, ouvrit en 1848 et fut louée par l'Elizabethtown & Somerville Railroad qui finit par racheter le Somerville & Easton Railroad, le 11 février 1849, pour se consolider le 26 février en Central Railroad of New Jersey (appelé aussi Jersey Central Lines et plus tard CNJ).

Le reste de la ligne atteignit Phillipsburg en 1852, puis Easton le 8 septembre 1855, via le niveau supérieur de l'Easton Bridge (propriété du Lehigh Valley Railroad) enjambant le Delaware River. À ce moment-là, les trains de charbon du Lehigh Valley Railroad commencèrent à circuler sur le CNJ vers Elizabeth. À partir du 27 mai 1856, il en fut de même avec le Delaware, Lackawanna & Western Railroad, qui rejoignait le CNJ au niveau de Hampton; mais pour ce faire un troisième rail fut ajouté car le DL&W n'était pas à écartement standard.
Le 19 décembre 1859, le CNJ trouva un arrangement pour utiliser la ligne du New Jersey Rail Road jusqu'à son terminus dans Jersey City, avec toujours avec un troisième rail pour les trains du DL&W.
Le South Branch Railroad, filiale du CNJ, ouvrit le 1er juillet 1864, et assurait la liaison entre Somerville et Flemington, NJ au sud. Afin de ne plus utiliser la ligne du New Jersey Rail Road, le CNJ ouvrit le 29 juillet 1864 une nouvelle ligne conduisant à son propre terminus dans Jersey City, incluant un pont sur le Newark Bay, avec un transfert par ferry vers New York City au niveau de Cortlandt Street. Le Newark & New York Railroad ouvrit le 23 juillet 1869, une ligne directe entre le centre-ville de Newark et le terminus du CNJ dans Jersey City. Puis le 7 juin 1872, un embranchement relia Elisabethport à Newark où passait le Newark & New York Railroad.

## L'expansion
Le Perth Amboy & Elizabethport Railroad qui construisait une liaison à partir du CNJ entre  Elizabethport et Perth Amboy au sud, rencontra les hostilités du Perth Amboy & Woodbridge Railroad filiale du Pennsylvania Railroad au moment de croiser leurs lignes. Finalement le PRR reçut l'injonction de ne plus interférer dans la construction. Le CNJ racheta le Perth Amboy & Elisabethport Railroad cette même année. Le 6 octobre 1873, le CNJ  loua le New York & Long Branch Railroad, qui projetait de relier Perth Amboy à Long Branch dans le sud-est. La ligne Elisabethport / Long Branch ouvrit le 7 septembre 1875, et fut étendue vers le sud, grâce à de nouvelles acquisitions, pour atteindre Bay Head en 1881. En 1882 le CNJ et le Pennsylvania se mirent d'accord pour utiliser conjointement la ligne du Perth Amboy & Elisabethport grâce à des droits de passage concédés au Pennsylvania : cela concernait la zone située entre Perth Amboy et Woodbridge crossing et son extrémité sud constituée par le pont sur le Raritan River.
Le CNJ loua le Dover & Rockaway Railroad pour 990 ans à partir du 26 avril 1881, puis le Ogden Mine Railroad pour 999 ans à partir du 1er janvier 1882 et enfin le Hibernia Mine Railroad pour 20 ans à partir du 1er octobre 1890 (renouvelée 1 fois). Pendant la période 1883-87, le CNJ fut contrôlé par le Philadelphia & Reading (Reading). En 1901, le Reading reprit le contrôle du CNJ jusqu'à la création de Conrail le 1er avril 1976.
En 1917 le CNJ absorba les nombreuses compagnies suivantes : 
Buena Vista Railroad, 
Carteret & Sewaren Railroad, 
Carteret Extension Railroad, 
Cumberland & Maurice River Railroad, 
Cumberland & Maurice River Extension Railroad, 
Elizabeth Extension Railroad, 
Freehold & Atlantic Highlands Railroad, 
Lafayette Railroad, 
Manufacturers' Extension Railroad, 
Middle Brook Railroad, 
New Jersey Terminal Railroad, 
New Jersey Southern Railroad, 
Navesink Railroad, 
Passaic River Extension Railroad, 
Raritan North Shore Railroad, 
Sound Shore Railroad, 
Toms River Railroad, 
Toms River & Barnegat Railroad, 
Vineland Railroad, 
Vineland Branch Railway, 
West Side Connecting Railroad, et 
West End Railroad.
En 1924, le CNJ reçut la première locomotive diesel-électrique à succès construite par Alco. En 1929, il commença l'exploitation de son train le plus fameux, The Blue Comet, qui reliait Jersey City terminal à Atlantic City. Le service fut arrêté en 1941. L'Interstate Commerce Commission (ICC) autorisa l'acquisition du Wharton & Northern Railroad et du Mount Hope Mineral Railroad le 4 février 1930. Le CNJ fusionna ensuite le Hibernia Mine Railroad le 25 novembre 1930.

## Le déclin
Le 6 juin 1935, le CNJ abandonna l'Ogden Mine Railroad. De 1946 à 1952, le CNJ regroupa ses lignes en Pennsylvanie sous le nom de Central Railroad of Pennsylvania afin de ne plus payer certaines taxes au New Jersey. Mais ce montage fut cassé par la cour, obligeant le CNJ à réintégrer son réseau en Pennsylvanie. En 1961, le CNJ acheta deux portions au Lehigh & New England Railroad en cours de dissolution. Ces 2 segments furent appelés Lehigh & New England Railway et reliaient en Pennsylvanie :  d'une part, Lansford  à Tamaqua, permettant de relier les mines de charbon au Reading Railroad ; et d'autre part, Bethlehem  à Bath et à Martins Creek, permettant de relier les cimenteries aux CNJ et au Lehigh Valley Railroad. Comme la ligne du CNJ était parallèle à celle du Lehigh Valley Railroad entre le fleuve Hudson et Scranton, une concurrence féroce s'exerça entre ces deux compagnies pour l'acheminement des marchandises et tout particulièrement du charbon anthracite.
Mais à cause des profondes mutations du trafic marchandise et la faible longueur de son réseau, la compagnie faisait souvent banqueroute, et le 22 mars 1967, ce fut la dernière. En 1972, son réseau situé en Pennsylvanie, connu sous le nom de Central Railroad of Pennsylvania, cessa ses activités. Le Lehigh Valley Railroad en profita pour racheter le réseau en Pennsylvanie. Le CNJ cessa d'exister le 31 mars 1976, et fusionna dans Conrail le 1er avril 1976.